# 산타페 고등학교 총기 난사 사건
2018년 5월 18일 미국 텍사스주 갤버스턴군 산타페에 소재한 산타페 고등학교에서 총기 난사 사건이 발생하였다. 10명이 사망하고 13명이 부상당했다. 공격자는 학교의 재학생인 디미트리오스 파고치스(Dimitrios Pagourtzis)로 밝혀졌다.